# Cmentarz Žale
Cmentarz Žale – cmentarz w dzielnicy Bežigrad w Lublanie założony w 1906 roku.

## Historia
W 1906 roku cmentarz został ogrodzony, doprowadzono do niego linię tramwajową i zbudowano kaplicę św. Krzyża. Ponieważ cmentarz nie miał kostnicy ani domu pogrzebowego, zarządca starał się o jego budowę. W 1936 roku rada miasta wyraziła zgodę na inwestycję. Pierwszy plan przygotował Ivo Spinčič, ale z powodu zbyt wysokich kosztów nie został on zaakceptowany. Rada zwróciła się do Jože Plečnika z prośbą o przygotowanie nowego projektu. Po publicznej dyskusji 13 października 1938 roku został on zaakceptowany. Budowa trwała dwa lata i 7 lipca 1940 roku budynki zostały otwarte. W 1979 roku budynki zostały opuszczone, a zarząd przeniósł się do nowej siedziby. Dopiero w 1990 roku podjęto decyzję o renowacji budynków. W latach 80. XX wieku Marko Mušič zaprojektował cmentarz Nowe Žale (sektor D). Został on otwarty w 1989 roku. W 2002 roku cmentarz dołączył do Europejskiego Szlaku Cmentarzy. Podczas spotkania 25 stycznia 2007 roku w Madrycie Komitet Dziedzictwa Europejskiego przyznał cmentarzowi znak dziedzictwa europejskiego. Dekretem z 17 czerwca 2009 roku cmentarz został uznany za zabytek kultury o znaczeniu krajowym (nr 14625). Ochronie podlega Ogród Wszystkich Świętych, który powstał w latach 1937–1940 według projektu Jože Plečnika. Słowenia stara się o wpisanie go na listę światowego dziedzictwa UNESCO.

## Obiekty
- Kompleks budynków nazwany przez Plečnika Świętym Gajem[10], obecnie nazywany Ogrodem Wszystkich Świętych[11], pełniący funkcję domu przedpogrzebowego. W skład zespołu wchodzą:
  - brama z przejściem w formie łuku zwieńczonego podwójnym posągiem Chrystusa i Matki Bożej Opiekunki, według Plečnika będąca symbolem przejścia ze świata żywych do świata umarłych[10]. Brama ujęta jest w symetryczne, dwukondygnacyjne kolumnady, do których przylegają budynki administracyjne,
  - Kaplica Wszystkich Świętych (główna kaplica cmentarna) umieszczona na osi bramy, wybudowana na planie wydłużonego prostokąta, Nisze, w których umieszczone są okna, nawiązują symbolicznie do ścian kolumbarium[10],
  - 14 kaplic pogrzebowych zróżnicowanych architektonicznie, nawiązujących wezwaniami do kościołów Lublany. Jedna z nich pod wezwaniem Adama i Ewy dedykowana jest niewierzącym i wyznawcom innych religii[10],
  - budynek stolarni (warsztatów) posiada elewacje wykończone cegłami i kamieniami – dla odróżnienia od pozostałych obiektów w kompleksie, pokrytych białymi tynkami. Dodatkowo ozdabiają go malowane dekoracje figuralne wykonane przez Slavko Pengova[12]. W scenach biblijnych przedstawił on Plečnika (w scenie przedstawiającej połów) i ówczesnego burmistrza Juro Adlešiča (w scenie rozmnożenia chleba)[13].

Przetarg na budowę kompleksu wygrał Emil Tomažič. Przy opracowaniu planów Plečnikowi pomagał Vlasto Kopač, wtedy student. W latach 90. XX wieku powierzono mu restaurację budynków.
- Ossuarium – pomnik ofiar I wojny światowej (sektor A). Budynek zaprojektowany przez ucznia Plečnika Edo Ravnikara. Cylindryczny budynek został otwarty w grudniu 1939 roku. W 1985 roku budynek został wpisany do rejestru zabytków[14].
- Austriacki cmentarz wojskowy (sektor B) – na cmentarzu znajduje się 275 grobów żołnierzy austriackich, którzy zginęli podczas II wojny światowej i zostali tu pochowani. W 1962 roku został wzniesiony pomnik. Składa się on z 2 części: kamiennego sześcianu, na którym umieszczono wokół austriackiego orła 9 herbów austriackich prowincji oraz stojącej przed nim figury z brązu autorstwa Wolfganga Skaly. Wyrzeźbił on postać nagiego młodego mężczyzny, który wznosi ponad głową złamany miecz[15].
- Włoski cmentarz wojskowy (sektor B) – obok cmentarza austriackiego znajduje się cmentarz z okresu I wojny światowej, na którym pochowano 1176 żołnierzy włoskich[16].

## Nazwa
Nazwa nawiązuje do starosłowiańskiego słowa „žale” oznaczającego cmentarz.

## Pochowani na cmentarzu
Cmentarz ma 375 000 m². Zostało na nim pochowanych ponad 150 000 osób. Około 2000 to znani słoweńscy poeci, pisarze, rzeźbiarze, malarze, kompozytorzy, architekci, aktorzy, inżynierowie, politycy i sportowcy. Między innymi znajdą się tam groby:
- Fran Albreht – pisarz, redaktor i polityk[19]
- Vera Albreht – poeta[20]
- Vladimir Bartol – pisarz[21]
- Katja Boh – socjolog, polityk i dyplomata[22]
- Ivan Cankar – autor i działacz polityczny[21]
- Fran Saleški Finžgar – pisarz i ksiądz[21]
- Rihard Jakopič – malarz[21]
- Davorin Jenko – kompozytor, autor muzyki do hymnu narodowego Serbii[23]
- Ivana Kobilca – malarka[24]
- Edvard Kardelj – przywódca komunistyczny[21]
- Dragotin Kette – poeta[21]
- Edvard Kocbek – poeta, eseista i polityk[25]
- Janez Evangelist Krek – polityk[21]
- Janez Menart – poeta[21]
- Josip Murn Aleksandrov – poeta[26]
- Lili Novy – poeta[21]
- Anton Peterlin – fizyk[27]
- Leonid Pitamic – prawnik[28]
- Jože Plečnik – architekt[29]
- Dominik Smole – pisarz i dramatopisarz[30]
- Matej Sternen – malarz[21]
- Gregor Strniša – poeta[21]
- Milan Vidmar – inżynier elektryk, szachista i teoretyk[31]
- Angela Vode – polityk, pisarka, działaczka feministyczna[32]
- Gregor Žerjav – polityk[33]
- Vitomil Zupan – pisarz[21]
- Oton Župančič – poeta[21]